# Isostomyia
Genre
Isostomyia est un genre de moustiques de la famille des Culicidae dont les espèces sont originaires d'Amérique centrale et d'Amérique du Sud.

## Liste d'espèces
- Isostomyia espini (Martini, 1914)
- Isostomyia lunata (Theobald, 1901)
- Isostomyia paranensis (Bréthes, 1910)
- Isostomyia perturbans (Williston, 1896) (Guadeloupe, Martinique...)